# Polydámandas
Le dème de Polydámandas, en grec moderne : Δήμος Πολυδάμαντα / Dímos Polydámanda, est un ancien dème du district régional de Lárissa, en Thessalie, Grèce. Depuis 2010, il est fusionné au sein du dème de Pharsale. 
Selon le recensement de 2011, la population du dème s'élève à 4 175 habitants.